# I menù di GialloZafferano
I menù di GialloZafferano è stato un programma televisivo italiano di cucina, trasmesso su Canale 5 nel 2018, nella fascia mattutina.

## Il programma
Il programma, condotto da Cristina Chiabotto, consisteva nella preparazione di tre pietanze, due delle quali cucinate in studio dal cuoco Davide Scabin, mentre l'altra realizzata in un video di pochi minuti da Manuel, blogger di GialloZafferano.
Le due edizioni del programma sono state prodotte da Videotime per Mediaset e registrate nello studio 5 del Centro di produzione Mediaset di Cologno Monzese.

### Prima edizione
La prima edizione è andata in onda da domenica 18 marzo al 3 giugno 2018, per un totale di 12 puntate.
| Puntata              | Data                 | Telespettatori | Share |
| -------------------- | -------------------- | -------------- | ----- |
| 1                    | 18 marzo 2018        | 762.000        | 7,62% |
| 2                    | 25 marzo 2018        | 607.000        | 7,20% |
| 3                    | 1º aprile 2018       | 553.000        | 6,03% |
| 4                    | 8 aprile 2018        | 446.000        | 5,90% |
| 5                    | 15 aprile 2018       | 487.000        | 5,50% |
| 6                    | 22 aprile 2018       | 362.000        | 5%    |
| 7                    | 29 aprile 2018       | 491.000        | 5%    |
| 8                    | 6 maggio 2018        | 608.000        | 6,74% |
| 9                    | 13 maggio 2018       | 561.000        | 6,70% |
| 10                   | 20 maggio 2018       | 541.000        | 6,50% |
| 11                   | 27 maggio 2018       | 491.000        | 6,40% |
| 12                   | 3 giugno 2018        | 485.000        | 6,20% |
| Media telespettatori | Media telespettatori | 532.000        | 6,23% |

### Seconda edizione
La seconda edizione, composta da 14 puntate, è stata trasmessa dal 30 settembre al 30 dicembre 2018 è sempre condotta da Cristina Chiabotto e lo chef Davide Scabin, mentre dagli studi di GialloZafferano, oltre a Manuel, ci sono anche gli altri due volti del Sito, Aurora Cortopassi e Giovanni Castaldi. 
Ogni puntata era caratterizzata da un tema ben preciso. La puntata del 4 novembre, è stata interamente dedicata al "Pasta World Championship", organizzato a Milano il 24 ed il 25 ottobre 2018. In studio, erano protagonisti due dei finalisti della gara, i quali hanno proposto due diverse tipologie di piatti con protagonista la pasta.
| Puntata              | Data                 | Telespettatori | Share |
| -------------------- | -------------------- | -------------- | ----- |
| 1                    | 30 settembre 2018    | 400.000        | 5,22% |
| 2                    | 7 ottobre 2018       | 388.000        | 4,50% |
| 3                    | 14 ottobre 2018      | 385.000        | 5%    |
| 4                    | 21 ottobre 2018      | 393.000        | 5,03% |
| 5                    | 28 ottobre 2018      | 751.000        | 7,70% |
| 6                    | 4 novembre 2018      | 481.000        | 5,70% |
| 7                    | 11 novembre 2018     | 530.000        | 6,40% |
| 8                    | 18 novembre 2018     | 499.000        | 5,70% |
| 9                    | 25 novembre 2018     | 565.000        | 6,40% |
| 10                   | 2 dicembre 2018      | 415.000        | 5,10% |
| 11                   | 9 dicembre 2018      | 498.000        | 6,20% |
| 12                   | 16 dicembre 2018     | 528.000        | 6,20% |
| 13                   | 23 dicembre 2018     | 578.000        | 7,10% |
| 14                   | 30 dicembre 2018     | 630.000        | 7,40% |
| Media telespettatori | Media telespettatori | 503.000        | 5,98% |

## Spin off

### Le ricette delle Feste di GialloZafferano
Le ricette delle Feste di GialloZafferano è stata una rubrica andata in onda su Canale 5, con la conduzione di Cristina Chiabotto e la partecipazione dello Chef Davide Scabin, dal 16 dicembre 2019 al 3 gennaio 2020 dal lunedì al venerdì, prima dell'appuntamento con Il segreto, alle 16:10 per una durata di 5 minuti circa.
Il format prevedeva la preparazione di una ricetta a puntata, estratta dal blog GialloZafferano, che lo Chef ha rielaborato personalizzandola.
Tutte le ricette vengono poi rese disponibili anche su Mediaset Play.

#### Puntate
| Puntata | Data             | Ricetta                     |
| ------- | ---------------- | --------------------------- |
| 1       | 16 dicembre 2019 | L'aperipurè                 |
| 2       | 17 dicembre 2019 | La Tempura TO.MO.TO         |
| 3       | 18 dicembre 2019 | La rivincita del baccello   |
| 4       | 19 dicembre 2019 | La faraona guarda a sud est |
| 5       | 20 dicembre 2019 | L'albero goloso             |
| 6       | 23 dicembre 2019 | Snowflakes                  |
| 7       | 24 dicembre 2019 | Patasciutta                 |
| 8       | 25 dicembre 2019 | Un bel bocconcino           |
| 9       | 26 dicembre 2019 | Sapore ovale                |
| 10      | 27 dicembre 2019 | Il falso saltimbocca        |
| 11      | 30 dicembre 2019 | Non il solito tiramisù      |
| 12      | 31 dicembre 2019 | Il primo e l'ultimo         |
| 13      | 1º gennaio 2020  | Consommé reale              |
| 14      | 2 gennaio 2020   | Bel cipollone               |
| 15      | 3 gennaio 2020   | La meringa vien di notte    |